# Alessandro Alberti
Pour les articles homonymes, voir Alberti.
Alessandro Alberti né le 9 mars 1551 à Borgo Sansepolcro en Toscane, mort à Rome le 10 juillet 1596) est un peintre italien de la Renaissance actif à la fin du XVIe siècle. 

## Biographie

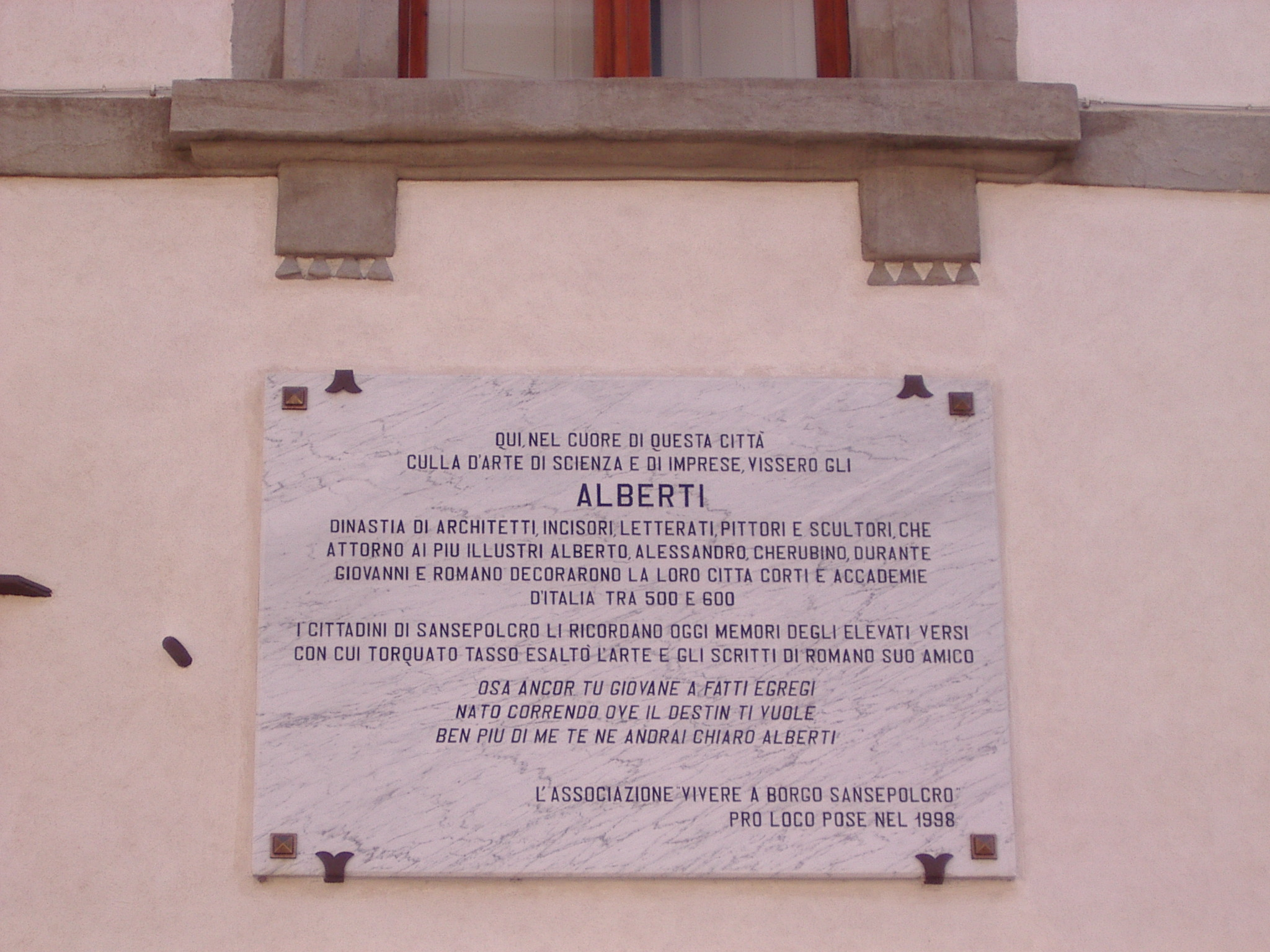
Plaque commémorative à Sansepolcro.

Alessandro Alberti est un peintre italien de la Renaissance, fils aîné d'Alberto Alberti et frère de Giovanni, Napoleone et Cherubino Alberti (1533 - 1615). 
Il a été formé avec Gaspero di Silvestre de Pérouse. En 1566, son oncle Alessandro Lodovico l'emmene à Rome où il décède pendant le grand travail de décoration de la salle Clémentine pour le Pape Clement VIII. Alessandro a également travaillé à Borgo Sansepolcro, Naples et Mantoue.

## Sources
- (en) Cet article est partiellement ou en totalité issu de l’article de Wikipédia en anglais intitulé « Alessandro Alberti » (voir la liste des auteurs).